# モンテローニ・ディ・レッチェ
モンテローニ・ディ・レッチェ（イタリア語: Monteroni di Lecce）は、イタリア共和国プッリャ州レッチェ県にある、人口約1万4000人の基礎自治体（コムーネ）。

## 地理

### 位置・広がり

#### 隣接コムーネ
隣接するコムーネは以下の通り。
- アルネザーノ
- コペルティーノ
- レッチェ
- レークイレ
- サン・ピエトロ・イン・ラーマ